# گلوریا سوانسون
گلوریا سوانسون (انگلیسی: Gloria Swanson؛ زاده ۲۷ مارس ۱۸۹۹ – درگذشته ۴ آوریل ۱۹۸۳) هنرپیشه اهل ایالات متحده آمریکا بود. وی بین سال‌های ۱۹۱۴ تا ۱۹۸۱ میلادی فعالیت می‌کرد.

## گزیده فیلمشناسی
از فیلم‌ها یا برنامه‌های تلویزیونی که وی در آن نقش داشته‌است می‌توان به آثار زیر اشاره کرد.
- شغل جدیدش (۱۹۱۵)
- دختر پرخطر (۱۹۱۶)
- مرد و زن (فیلم ۱۹۱۹) (۱۹۱۹)
- هالیوود (فیلم ۱۹۲۳) (۱۹۲۳)
- سیدی تامسون (۱۹۲۸)
- متجاوز (۱۹۲۹)
- سانست بلوار (۱۹۵۰)
- فرودگاه ۱۹۷۵ (۱۹۷۴)
- دکتر کیلدر (۱۹۶۳)
- آلفرد هیچکاک تقدیم می‌کند (۱۹۶۴)
- بن کیسی (۱۹۶۵)